# 파이프 오르간

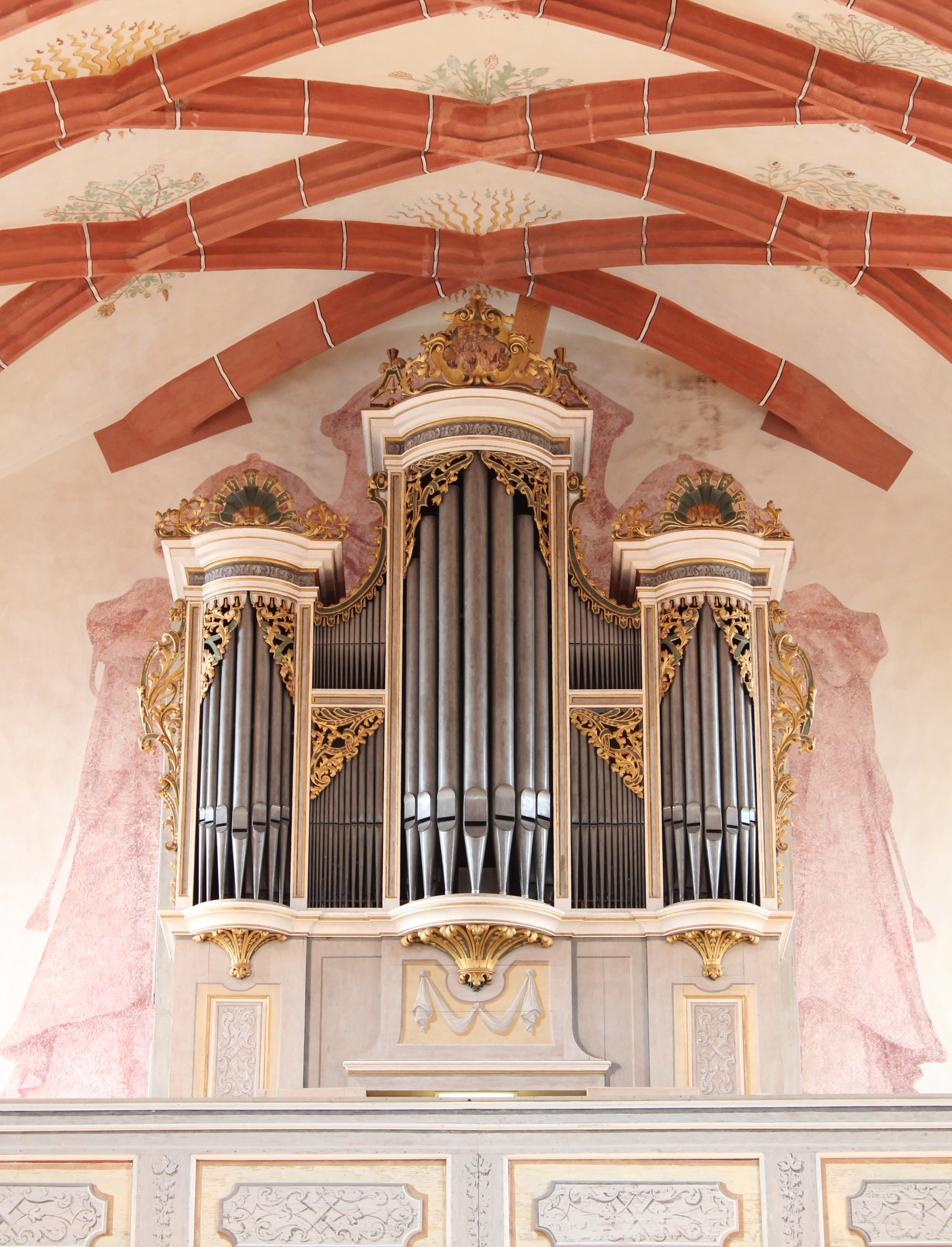
독일 뢰타 마리엔교회 질버만오르간 - 1722년 완공

파이프 오르간(pipe organ)은 오르간의 하나로서, 여러 길이의 관을 음계적으로 배열하고, 이에 바람을 보내어 소리를 내는 건반 악기이다.

## 구조
근대의 파이프 오르간은 우선 악기 자체의 크기에서 다른 모든 악기와 그 규모를 아주 달리한다. 즉 구조로서의 악기의 가장 바깥쪽의 부분이란 악기가 설치되어 있는 건축물, 보다 엄밀하게 말하면 그 음향으로 차 있는 광대한 홀 그 자체이다. 이런 뜻에서 청중은 악기의 내부에 위치하여 그 음을 듣게 되는 것이다. 이와 같은 악기는 따로 존재하지 않는다. 결국 음향학적으로 이 악기의 설계 구축은 건축물 그 자체와 불가분하며 그 구조는 매우 복잡하다.

### 발음부
파이프 발음을 위한 공기주(空氣柱)의 진동을 만드는 관이며, 악기의 규모에 따라 사용되는 파이프의 수는 다르나 큰 것은 수천에서 1만 개 이상이 쓰인다. 긴 파이프일수록 낮은음을 내며, 디아파종(diapason)이라 하는 관의 길이와 그 단면적(斷面績)의 비율이나 마우스피스의 형상은 음빛깔을 좌우한다. 관길이와 음높이를 표시하는 단위로는 습관적으로 피트(feet)가 쓰이며, 대형의 것은 32피트(약 10m)에서 소형인 2인치(약 5cm)에 이르는 각종의 것이 쓰인다. 그리고 파이프는 리드를 쓰느냐 안쓰느냐에 따라서 리드가 없는 프리 파이프와 리드가 있는 리드 파이프(리드는 금속제, 음의 높이는 파이프의 길이보다 오히려 리드 자체로 정하여진다)로 구분. 그리고 폐관(閉管)인가 개관(開管)인가에 따라(폐관은 특수하여 개관에 비하여 같은 관의 길이에서 옥타브 낮은음을 낸다), 원통형(대부분은 이것이다)인가, 원추형 또는 4각주(목제)인가, 재질은 금속(주석, 동, 납 등의 합금)인가, 목제인가 등으로 다양하게 구분한다.

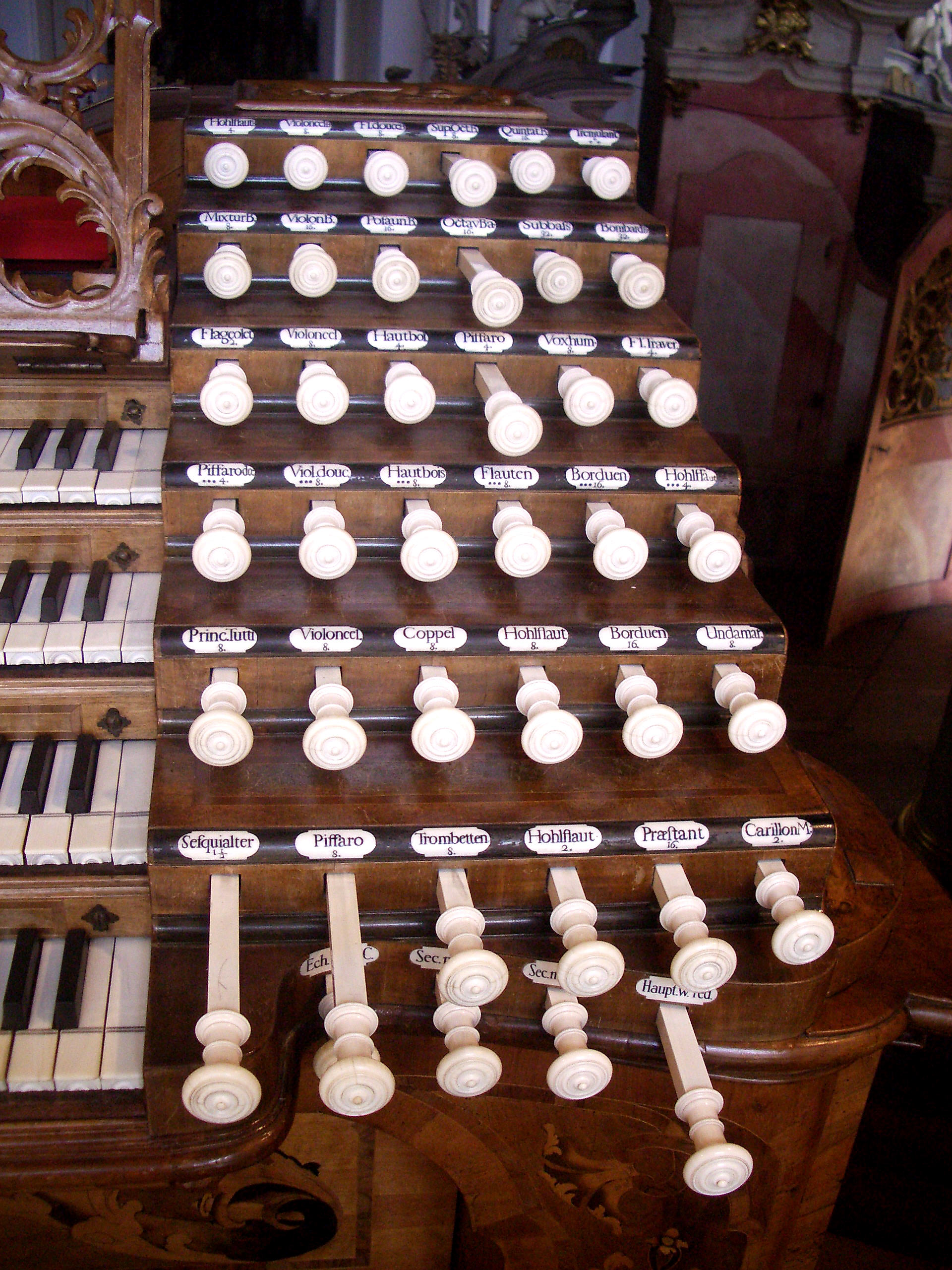
바로크 오르간의 스톱 조작부. 독일.

#### 스톱
스톱(stop)이란 같은 악기로 다른 음색을 얻기 위한 장치로, 리드 오르간, 하프시코드, 아코디언 등에도 쓰인다. 파이프 오르간에서도 형상이 같다. 그리하여 음빛깔이 같은 대소의 반음계적 파이프의 한 계열을 스톱이라 하며 대체로 그 수효가 많을수록 규모가 큰 오르간이다. 보통 80전후를 가지고 있다. 한편 주자는 스톱을 조작하며, 음빛깔을 변화시키기 위하여 조작부에 장치된 스위치들도 음전(音栓)이라는 뜻으로 스톱이라고 한다. 스톱의 종류와 그 명칭은 나라에 따라 또는 개개의 악기에 따라서도 다르다.

### 송풍부
송풍부는 발음에 필요한 압축공기를 만들고, 기압을 조정하여 파이프로 보내는 부분으로서, 그 구조는 시대, 나라, 악기에 따라 크게 다르다. 여기서는 현대의 가장 일반적인 원리의 개요만을 말한다. 예로부터 압축공기는 풀무로 만들어졌고, 그 원리는 오늘날까지 변함이 없다. 풀무의 작동은 19세기까지는 사람의 힘으로 하였으나 오늘날에는 전력모터로 하고 있다. 풀무로 된 압축공기는 레귤레이터라고 하는 기압조정기로 보내어진다. 레귤레이터는 여러 가지 파이프에 균등한 기압의 공기를 보내어 각 파이프의 음질을 균등화하기 위한 장치이며, 풀무에서 보내진 기압은 규정량에 이르면 입구는 닫힌다. 레귤레이터에서는 항상 필요한 양의 공기가 도풍관(導風管)을 통하여 윈드 체스트(wind chest), 즉 바람통으로 보내진다. 바람통은 직접 파이프와 연결되었고, 액션으로 연결된 조작부의 건반과 스톱(音栓)에 의하여 주자가 조작한다.

### 조작부

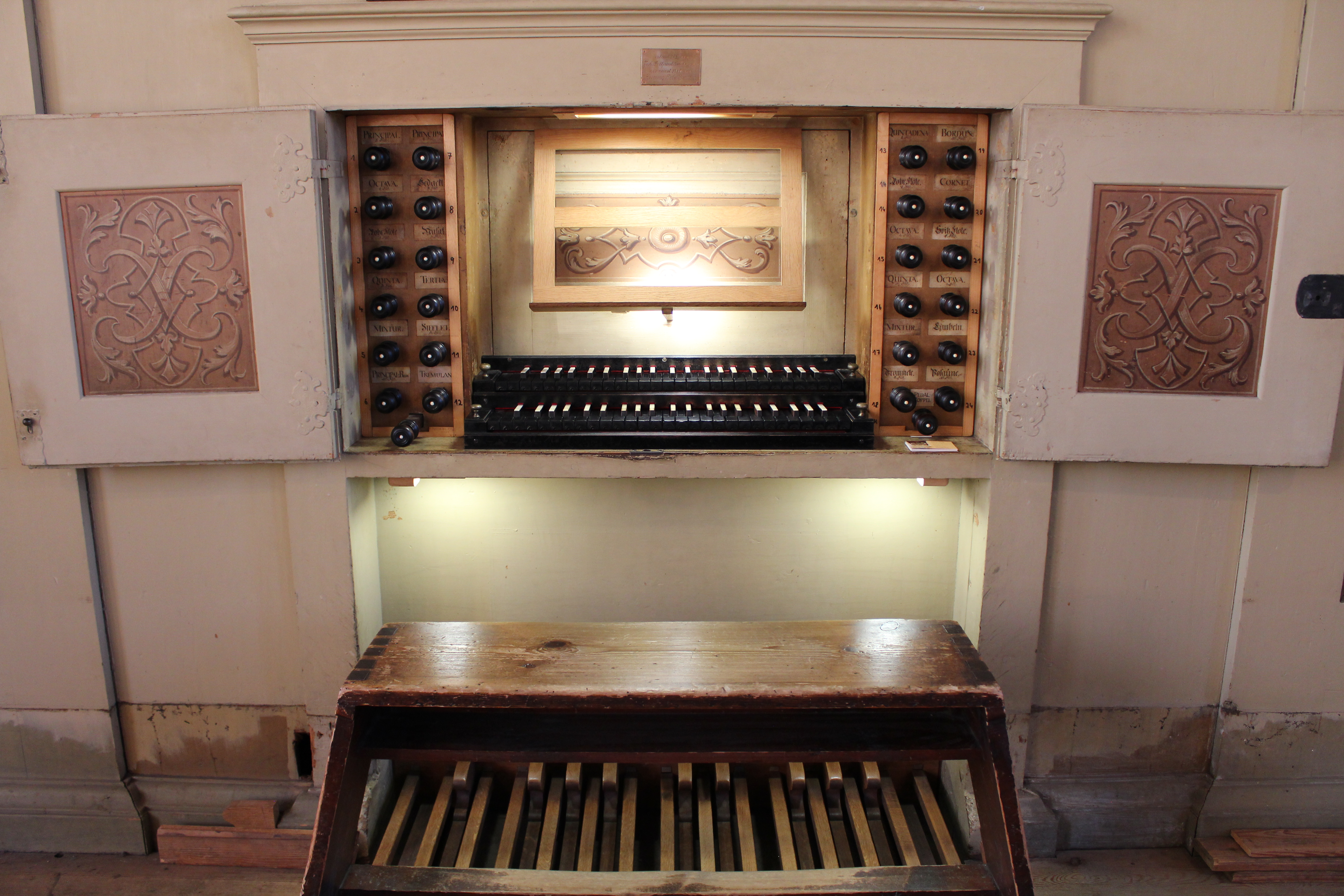
오르간연주대 - 독일 뢰타 게오르겐교회 1721년 질버만제작

조작부는 주자가 직접 조작하는 건반과 스톱, 그 밖의 조작을 바람통, 파이프 등에 전하는 액션 등을 말한다. 액션은 대략 100년 전까지는 지렛대와 용수철을 여러 가지로 짜맞춘 것으로 연주자는 연주하는 데 많은 노력을 필요로 하였다. 그러나 19세기 후반에는 소형의 풀무로 각 밸브마다 붙이는 풍압지렛대 방식과 튜브를 써서 압축공기를 이용하는 방식 등 새로운 전자기(電磁氣) 이용방식 등 새로운 방법이 고안되어 오늘날에는 전기식이 일반화하고 있다. 건반에는 양손의 열손가락으로 조작하는 손건반(manual)과 양쪽 발의 발끝과 발뒤꿈치로 조작하는 발건반(pedal)이 있다. 양 건반 모두 오늘날에는 피아노와 같이 반음계적으로 배열되었으나 손건반은 1렬이 아니고 중형 정도라도 3렬, 대규모인 악기에서는 5열이나 있으며 각각 특징있는 스톱의 무리를 가지며, 단상(段狀)으로 배열되어 있다. 각 열의 건반수는 보통 61로 5옥타브 정도이나, 실음의 음역은 스톱의 이용으로 10옥타브까지도 낼 수 있다. 발건반은 16피트와 혹은 32피트나 되는 거대한 파이프를 지배한다. 이 악기의 독특한 장치로 실음은 기보음보다 옥타브 낮다. 건반수, 음넓이는 대체로 새로운 악기일수록 많고 금세기 초엽부터는 32건반에 2옥타브만이 표준으로 되어 있다. 스톱(音栓)은 손건반 3단의 것으로 약 40개, 5단인 것이 70-80개가 장치되어 있어 그것을 조작함으로써 같은 건반으로 다른 파이프 즉 다른 음빛깔을 연주할 수 있다. 조작부에는 이 밖에도 둘 이상의 스톱을 동시에 작용시킨다든가 특수한 연주효과를 만들어내기 위하여 콤비네이션이라고 하는 여러 가지 장치가 되어 있다.

## 파이프 오르간의 종류
파이프 오르간은 설치되어 있는 건축물의 종류나 용도로 교회 오르간, 콘서트 오르간으로 대별된다. 20세기에는 새로 영화관의 시네마 오르간이나 극장의 극장 오르간이라고 불리는 것도 등장하였다. 한편 소형의 가정용 파이프 오르간은 포지티브(positiv), 더욱 소형으로 휴대할 수 있는 것을 포르타티프(portativ)라 한다.

## 역사
오르간의 전신은 그리스어로 시링크스라고 하는 판의 피리로 생각하고 있다. 이 관악기에 바람통, 다시 기계적인 송풍장치가 붙어 파이프 오르간이 생겼는데, 파이프 오르간에 관한 가장 오랜 기록은 기원전 200년쯤 된 것으로 거기에 의하면 기원전 250년경 알렉산드리아 사람 크테시비오스(Ktesibios)가 휴드라울루스(Hydraulus)라고 하는 수압(水壓) 오르간을 발명하였다. 이 악기는 오늘날까지 이어온 풍압 오르간(뉴머틱 오르간)과 달리 풀무로 일으킨 바람의 압력을 조정하는 데 물통의 수압을 이용하는 것이다. 휴드라울루스에 관한 기록은 일시 중단하였다가 13세기에도 사용한 기록이 있으나 그 후 자취를 감추었다. 

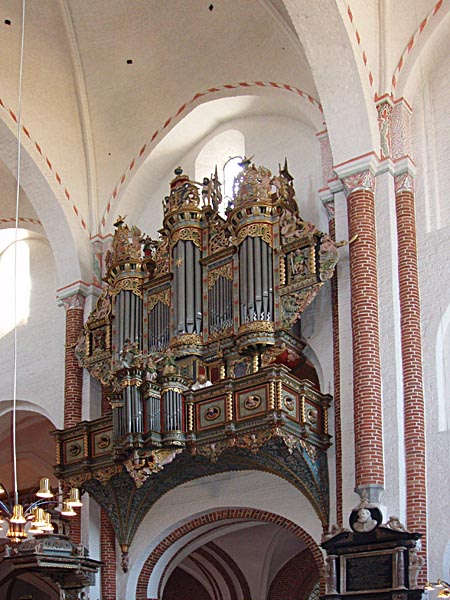
덴마크의 바로크 오르간.

 이 당시의 예루살렘의 오르간에 대하여 성(聖) 예로니모(Hieronymus, +419)는 2장의 코끼리가죽과 주머니, 15개의 풀무, 12개의 파이프가 있고 그 음은 1마일 떨어진 올리브산 위까지 들린다고 기록하고 있다. 예를 들면, 10세기 영국 윈체스터의 오르간은 40대의 파이프, 70인이 송풍하는 26개의 풀무, 각 10대씩의 파이프를 지배하는 20개의 슬라이더 2틀을 가지며 2사람이 연주하였다. 건반이 사용된 것은 13세기이며 그 때까지의 악기는 추출식(抽出式) 슬라이더로 연주하였다. 13세기-15세기 전반의 오르간은 보편적으로 고딕 오르간이라고 하였고, 이 시대의 말엽에는 스톱의 원리가 확립되어 대조성(對照性)이 강한 음빛깔이 애호됐다. 15세기 후반부터 16세기의 것은 르네상스 오르간이라 했고 연한 음빛깔이 애호되어 오르간음악은 네덜란드를 중심으로 번성하였다. 17세기부터 18세기 전반의 것은 바로크 오르간이라 한다. 이 시대의 악기는 음빛깔에선 고딕적인 대조와 르네상스적 유연함을 지녀서 북부독일, 프로테스탄트의 교회음악을 중심으로 하여 오르간 음악은 꽃이 피었다. 18세기 후반 이후, 기악은 피아노 및 오케스트라를 중심으로 하게 되었고 오르간 음악은 쇠퇴의 싹이 나타났다. 악기로서도 19세기에는 전적으로 오케스트라를 닮은 음빛깔을 바라게 되었고 그 경향은 금세기까지 계속되고 있다.

## 주법
파이프 오르간의 주법은 시대나 지방의 음악적 경향이라든가 구조의 변화에 따른 역사적 변천이 있어 음악학상 중요한 문제로 되어 있다. 19세기에 있어서 피아노 주법의 눈부신 발달은 같은 건반악기인 파이프 오르간에도 많은 영향을 주어 오늘날의 오르간주법은 피아노 주법의 기초 위에서 체계화되었다. 손건반의 주법은 많은 점에서 피아노의 경우와 같으나 오르간에는 특수한 레가토주법이 있다. 이것은 여운을 내는 피아노와 달리 오르간에서는 음의 지속이 건반을 손가락으로 누른다는 육체적 운동의 지속 그 자체로 된다는 기본적인 다름에서 이것이 오르간 주법의 기초가 되는 것이다. 발건반은 이 악기만이 가지는 것으로 눈으로 보지 않고 연주하게 되므로 연주자는 우선 바른 자세로 건반과 발과의 관계를 외우고 어느 건반으로도 정확하게 연주하지 않으면 안 된다. 발건반에 있어서도 레가토 주법이 중요하다. 같은 발이라도 발끝과 발뒤꿈치, 또는 엄지발가락쪽과 새끼발가락쪽의 양쪽이 구분 사용하게 되어 있어 악보상에도 지시되는 경우가 있다. 이와 같은 건반에 관한 기법 외에 오르간에서는 스톱의 조작과 배합기술은 기본적인 일부분을 이룬다.